# 1290 Albertine
1290 Albertine este un asteroid din centura principală, descoperit pe 21 august 1933, de Eugène Delporte.